# Sohagpur
Sohagpur é uma cidade e uma nagar panchayat no distrito de Hoshangabad, no estado indiano de Madhya Pradesh.

## Geografia
Sohagpur está localizada a 22° 42′ N, 78° 12′ L. Tem uma altitude média de 323 metros (1 059 pés).

## Demografia
Segundo o censo de 2001, Sohagpur tinha uma população de 22 329 habitantes. Os indivíduos do sexo masculino constituem 52% da população e os do sexo feminino 48%. Sohagpur tem uma taxa de literacia de 72%, superior à média nacional de 59,5%: a literacia no sexo masculino é de 79% e no sexo feminino é de 64%. Em Sohagpur, 13% da população está abaixo dos 6 anos de idade.